# Willi Fick
Willi Fick (Amburgo, 17 febbraio 1891 – 5 settembre 1913) è stato un calciatore tedesco, di ruolo attaccante.

## Palmarès

### Club

#### Competizioni nazionali
- Campionato tedesco: 1

Holsten Kiel: 1911-1912